# Узинська міська територіальна громада
Узинська міська територіальна громада — територіальна громада в Україні, в Білоцерківському районі Київської області. Адміністративний центр — місто Узин.
Площа громади — 408,62 км², населення — 20 638 осіб (2020).
Утворена 4 жовтня 2017 року шляхом об'єднання Узинської міської ради та Василівської, Іванівської, Йосипівської, Малоантонівської, Михайлівської, Олійниково-Слобідської, Сухоліської, Тарасівської сільських рад Білоцерківського району.
12 червня 2020 року до громади приєднані Макіївська, Острійківська та Розаліївська сільські ради.

## Населені пункти
У складі громади 1 місто (Узин) і 19 сіл:
- Блощинці
- Василів
- Вербова
- Затиша
- Іванівка
- Йосипівка
- Красне
- Людвинівка
- Макіївка
- Мала Антонівка
- Михайлівка
- Олійникова Слобода
- Острійки
- Павлівка
- Розаліївка
- Степок
- Сухоліси
- Тарасівка
- Чепиліївка

## Старостинські округи
- Іванівський
- Йосипівський
- Малоантонівський
- Сухоліський
- Тарасівський
- Розаліївський
- Макіївський
- Острійківський